# Benjamin Lavernhe

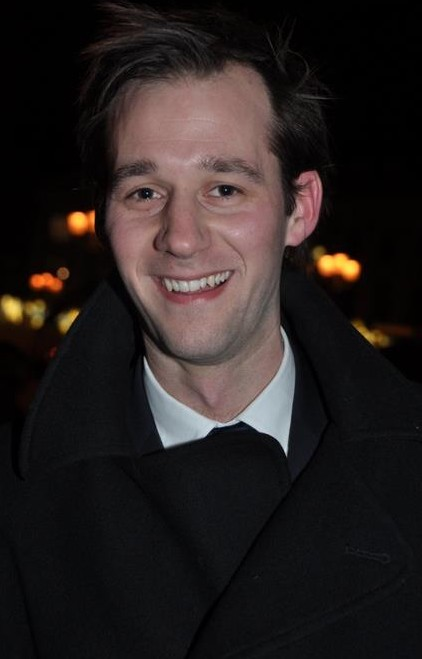
Benjamin Laverne 2013

Benjamin Lavernhe (* 14. August 1984 in Poitiers) ist ein französischer Film- und Theaterschauspieler. Er ist Mitglied der Comédie-Française.

## Leben
Lavernhe wuchs mit drei Geschwistern in Poitiers auf, wo er das Collège Saint-Stanislas besuchte und in Theateraufführungen der Schule auftrat. Er spielte ein Jahr lang im Theateratelier des Maison des Trois-Quartiers und besuchte auch während seiner Zeit am Lycée Victor-Hugo in Poitiers Theaterkurse. Neben dem Theater interessierte sich Lavernhe für Geschichte und Journalismus und wählte am Lycée Camille-Guérin die literarisch-geisteswissenschaftliche Vertiefung mit der Spezialisierung Geschichte. Er studierte Informations- und Kommunikationswissenschaften an der Universität Panthéon-Assas und besuchte parallel dazu Abendkurse am Cours Florent. Zu seinen Lehrern gehörten Magali Léris, Jean-Pierre Garnier, Fanny Laudicina und Christian Crozet. Es folgten Kurse an einer Theaterschule und ab 2008 für drei Jahre der Besuch des Conservatoire national supérieur d’art dramatique in Paris.
Lavernhes erste Theaterrolle war die des Benvolio im 2011 von Olivier Py inszenierten Stück Romeo und Julia, das am Odéon – Théâtre de l’Europe gezeigt wurde und anschließend auf Tournee ging. Unter Anne-Laure Liégeois gab Lavernhe im Oktober 2012 sein Debüt an der Comédie-Française, wo er in La place royale die Rolle des Lycante übernahm. Nach kleineren Rollen im Fernsehen und in Werbespots drehte Lavernhe 2011 unter der Regie von Romain Lévy den Kinofilm Radiostars, der 2012 in die Kinos kam. Ebenfalls 2012 folgte der Dreh von Nicole Garcias Un beau dimanche. Bevorzugt Lavernhe am Theater das komödiantische Fach, so hat er sich in Film und Fernsehen „mit der Darstellung einer Handvoll schrulliger und neurotischer Charaktere einen Namen gemacht“.
Lavernhe ist seit 2019 Mitgesellschafter der Sociétaire de la Comédie-Française. Zu seinen wichtigsten Rollen zählt die Darstellung des Scapin in Scapins Streiche unter der Regie von Denis Podalydès, für die er 2018 für den Theaterpreis Molière nominiert wurde. Für seine Rolle in der Tragikomödie Das Leben ist ein Fest von Éric Toledano und Olivier Nakache, die 2017 in die Kinos kam, wurde Lavernhe 2018 für einen César als Bester Nachwuchsdarsteller nominiert. Weitere César-Nominierungen, diesmal als Bester Nebendarsteller, folgten 2020 für Meine geliebte Unbekannte und 2021 für Mein Liebhaber, der Esel & Ich.

## Filmografie (Auswahl)
- 2012: Radiostars

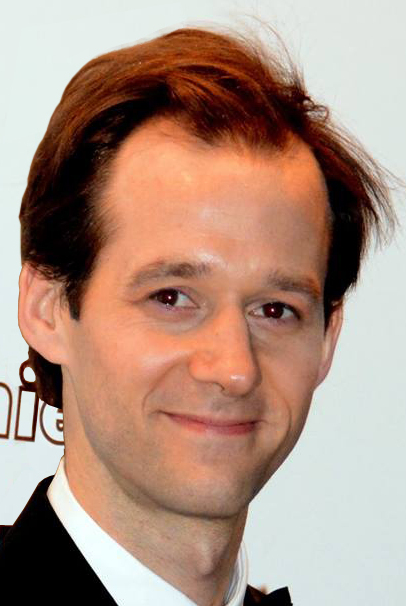
Benjamin Lavernhe bei der César-Verleihung 2018

- 2013: An einem Sonntag Anfang Juni (Un beau dimanche)
- 2013: La marche
- 2014: Libre et assoupi
- 2014: Elle l’adore
- 2014: L’affaire SK1
- 2015: Nur Fliegen ist schöner (Comme un avion)
- 2015: Birnenkuchen mit Lavendel (Le goût des merveilles)
- 2016: Jacques – Entdecker der Ozeane (L’odyssée)
- 2016: Rupture pour tous
- 2017: Das Leben ist ein Fest (Le sens de la fête)
- 2018–2019: Un entretien (TV-Serie, 20 Folgen)
- 2019: Meine geliebte Unbekannte (Mon inconnue)
- 2019: Curiosa – Die Kunst der Verführung (Curiosa)
- 2019: Je voudrais que quelqu’un m’attende quelque part
- 2020: Mein Liebhaber, der Esel & Ich (Antoinette dans les Cévennes)
- 2020: Meine Schwester, ihre Hochzeit & ich (Le discours)
- 2021: À la Carte! – Freiheit geht durch den Magen (Délicieux)
- 2023: Jeanne du Barry
- 2023: Ein Leben für die Menschlichkeit – Abbé Pierre (L'Abbé Pierre: Une vie de combats)
- 2024: Die leisen und die großen Töne (En fanfare)
- 2024: Modi

## Theaterrollen (Auswahl)
- 2011: Benvolio in Romeo und Julia von William Shakespeare, Regie: Olivier Py, Odéon – Théâtre de l’Europe
- 2012: Lycante in La place royale von Pierre Corneille, Regie: Anne-Laure Liégeois, Théâtre du Vieux-Colombier/Comédie-Française
- 2012: Cléante in Der eingebildete Kranke von Molière, Regie: Claude Stratz, Richelieusaal/Comédie-Française
- 2013: Hippolyte in Phädra von Jean Racine, Regie: Michael Marmarinos, Comédie-Française
- 2013: Oloferno Vitellozzo in Lucrèce Borgia von Victor Hugo, Regie: Denis Podalydès, Richelieusaal/Comédie-Française
- 2015: Narcisse in Britannicus von Jean Racine, Regie: Stéphane Braunschweig, Comédie-Française
- 2015: Fadinard in Ein Florentinerhut von Eugène Labiche, Regie: Giorgio Barberio Corsetti, Richelieusaal/Comédie-Française
- 2016: Junger Mann in Reigen von Arthur Schnitzler, Regie: Anne Kessler, Théâtre du Vieux-Colombier/Comédie-Française
- 2016: Sebastian in Der Sturm von William Shakespeare, Regie: Robert Carsen, Richelieusaal/Comédie-Française
- 2017: Scapin in Scapins Streiche von Molière, Regie: Denis Podalydès, Richelieusaal/Comédie-Française

## Auszeichnungen
- 2018: César-Nominierung, Bester Nachwuchsdarsteller, für Das Leben ist ein Fest
- 2018: Molière-Nominierung, Bester Hauptdarsteller für seine Darstellung des Scapin in Scapins Streiche an der Comédie-Française
- 2020: César-Nominierung, Bester Nebendarsteller, für Meine geliebte Unbekannte
- 2021: César-Nominierung, Bester Nebendarsteller, für Mein Liebhaber, der Esel & ich